# Pușcă mitralieră Hotchkiss, model 1909
 Pușca mitralieră Hotchkiss, model 1909 a fost o armă de infanterie de calibrul 8 mm, din categoria puștilor mitraliere, aflată în înzestrarea Armatei Franceze și a altor armate, în perioada Primului Război Mondial și în perioada interbelică. Pușca mitralieră a fost utilizată și de Armata României, începând cu campania din anul 1917, fiind achiziționate din Imperiul Rus, un număr total de 5.230 de bucăți. :p. 56

## Principii constructive
Pușca mitralieră Hotchkiss era o armă bazată pe principiul recuperării energiei de recul a gazelor arse. Avea țeavă ghintuită, zăvorâtă cu port-închizător mobil și închizător rotativ.  Sistemul de alimentare era automat, cu încărcarea cartușelor dintr-o bandă cu 30 de cartușe. Evacuarea tuburilor trase se făcea printr-un orificiu din cutia culatei, cu ajutorul unui mecanism extractor cu gheară. Pușca mitralieră era portabilă, fără tripod, pe timpul acțiunilor militare fiind sprijinită pe două brațe montate în partea din față a țevii. :pp. 2-4